# Darryl Powell
 Darryl Anthony Powell (født 15. november 1971 i London, England) er en engelsk/jamaicansk tidligere fodboldspiller (midtbane). 
Powell spillede 181 kampe i den engelske Premier League, 170 for Derby og 11 for Birmingham. Han tilbragte også seks år i den næstbedste række hos Portsmouth, og havde desuden et ophold i Major League Soccer hos Colorado Rapids.
Powells jamaicanske aner betød, at han kunne repræsentere Jamaicas landshold. Han spillede 21 kampe for holdet, som han debuterede for 25. marts 1998 i en venskabskamp mod Wales. Senere samme år blev han udtaget til VM-slutrunden i Frankrig og deltog i åbningskampen mod Kroatien, som jamaicanerne tabte 1-3. I den efterfølgende kamp mod Argentina blev Powell udvist kort før pausen i opgøret, som argentinerne vandt 5-0. Powell deltog derfor ikke i den sidste gruppekamp mod Japan, som jamaicanerne vandt, hvilket dog ikke ændrede på at de var ude af turneringen efter gruppespillet.